# E401
La ruta europea E401 és una carretera que forma part de la Xarxa de carreteres europees. Comença a Saint-Brieuc (França) i finalitza a Caen (França). Té una longitud de 223 km. Té una orientació de nord a sud.